# Champions Cup 1933
 Champions Cup  byl turnaj v ledním hokeji, který se konal 22. a 25. března a 1. dubna 1933. Turnaje se zúčastnila čtyři mužstva, která se utkala vyřazovacím systémem. Utkání na Champions Cup nepovažuje česká strana za oficiální. Kanadu reprezentovalo Toronto Nationals a USA Massachusetts Rangers.

## Výsledky

### Semifinále
výběr Francie –  Československo 3:2 (1:0, 2:2, 0:0)
22. března 1933 (22:30) – Paříž

Branky Francie: 1:0 Pete Bessone, 2:0 Jules Cholette, 3:0 Pete Bessone.

Branky Československa: 3:1 Wolfgang Dorasil, 3:2 Josef Maleček.
ČSR: Arthur Puttee (CAN) – Wolfgang Dorasil, Gustav Schmaus – Karel Hromádka od 16. min., Josef Maleček, Alois Cetkovský – Tomáš Švihovec, Jan Michálek, od 16. min James Reist (CAN).
výběr Francie: Jacques Morrison – Charles Michaelis, Jacques Lacarrière – Jules Cholette, Jacques Moussette, Albert Hassler – Jean-Pierre Hagnauer, Pete Bessone, Michel Delesalle.
- Za výběr Francie (Les Francais volants – létající Francouzi), hráli v útoku čtyři Kanaďané, za ČSR kanadský brankář Puttee a od druhé třetiny útočník James Reist.

 USA –  Kanada 3:2 (1:1, 0:0, 2:1)
25. března 1933 – Paříž

Branky a nahrávky USA: John Garrison, ???, Benjamin Langmaid (John Garrison).

Branky Kanady: Cliff Chisholm, Lloyd Huggins.

### Finále
výběr Francie –  USA 2:4pp (0:0, 2:1, 0:1–0:2)
1. dubna 1933 – Paříž

Branky a nahrávky Francie: C. Ramsay, Michel Delesalle (Pete Bessone).

Branky USA: Benjamin Langmaid, John Garrison, Palmer 2.